# Denée Benton
Pour les articles homonymes, voir Benton.
Denée Benton, née le 31 décembre 1992 à Eustis, est une actrice de télévision, de cinéma et de comédie musicale étasunienne. En 2017, elle reçoit un Theatre World Award et est nommée pour le Tony Award de la meilleure actrice dans une comédie musicale pour sa performance dans Natasha, Pierre & The Great Comet of 1812. Elle est également connue pour le rôle de Peggy Scott dans la série télévisée The Gilded Age.

## Biographie

### Jeunesse et formation
Denée Benton naît le 31 décembre 1992 à Eustis, en Floride, où elle grandit,. Sa mère est journaliste, thérapeute et entrepreneuse ; son père travaille dans le secteur aéroportuaire et a été le deuxième maire noir d'Eustis,. Denée Benton est scolarisée à la Trinity Preparatory School (en) puis étudie l'art dramatique à l'université Carnegie-Mellon, dont elle est diplômée en 2014.
Dès son plus jeune âge, elle souhaite devenir actrice. La comédie musicale Cinderella de Rodgers et Hammerstein est l'une de ses sources d'inspiration.

### Carrière d'actrice
Denée Benton commence sa carrière d'actrice avec le rôle de Nabulungi dans la comédie musicale The Book of Mormon, jouée à West End puis en tournée aux États-Unis. En 2016, elle incarne Natacha Rostov, dans l'adaptation musicale Natasha, Pierre & The Great Comet of 1812 de l'American Repertory Theater : elle joue pour la première fois à Brodway, à l'Imperial Theatre,. Pour cette performance, Denée Benton est nommée pour le Tony Award de la meilleure actrice dans une comédie musicale et reçoit un Theatre World Awarden 2017,. Fin 2018, elle joue Elizabeth Hamilton dans la comédie musicale Hamilton produite à Broadway,.
En 2016, Denée Benton fait ses débuts à la télévision, avec le rôle récurrent de Ruby Carter dans la deuxième saison de la série télévisée Unreal, diffusée sur la chaîne Lifetime,. En 2019, elle est retenue pour incarner Peggy Scott, l'un des personnages principaux de la série The Gilded Age de Julian Fellowes, diffusée à partir de 2022 sur HBO Max,,. En 2023, pour cette performance, elle est nommée, avec le reste du casting de la série, pour le Screen Actors Guild Award de la meilleure distribution pour une série télévisée dramatique.
En parallèle de ses rôles à la télévision, Denée Benton continue sa carrière dans les comédies musicales. En mai 2022, elle incarne Cendrillon dans la pièce Into the Woods de Stephen Sondheim, jouée au New York City Center,. En novembre de la même année, elle reprend le même rôle dans sa production à Broadway, remplaçant Krysta Rodriguez. En 2024, elle joue Susan dans la production de Tick, Tick... Boom! au John F. Kennedy Center for the Performing Arts de Washington.

### Vie privée
En 2020, Denée Benton épouse Carl Lundstedt, qu'elle a rencontré en 2014 durant ses études à l'université Carnegie-Mellon.

## Théâtre
- 2012 : Annie, Benedum Center (en) :  Star-To-Be
- 2012 : Un violon sur le toit, Benedum Center (en)
- 2012 : Sunset Boulevard, Benedum Center (en)
- 2013 : Les Sorcières de Salem, université de Carnegie-Mellon : Rebecca Nurse
- 2014-2015 : The Book of Mormon, West End puis en tournée aux États-Unis : Nabulungi[3]
- 2015-2017 : Natasha, Pierre & The Great Comet of 1812, American Repertory Theater et Imperial Theatre : Natacha Rostov[3]
- 2017 : Of Thee I Sing, Carnegie Hall : Mary Turner
- 2018-2019 : Hamilton, Richard Rodgers Theatre : Elizabeth Hamilton[2]
- 2022 : Into the Woods, New York City Center : Cendrillon[1]
- 2024 : Tick, Tick... Boom!, John F. Kennedy Center for the Performing Arts : Susan[13]

## Filmographie

### Cinéma
- 2013 : The Narrative of Dalvin Reynolds : Felicia
- 2018 : Mother's Milk : Lark
- 2019 : Our Friend : Charlotte
- 2023 : Genie (en) : Julie
- 2024 : Dreams in Nightmares (en) : Z

### Télévision
- 2016 : Unreal : Ruby Carter[7] (10 épisodes)
- 2018 : 25 : Morgan
- Depuis 2022 : The Gilded Age : Peggy Scott[9]

## Prix et distinctions

### Lauréate
- 2017 : Theatre World Award pour Natasha, Pierre & The Great Comet of 1812[5],[15]

### Nommée
- 2016 : Elliot Norton Awards (en) pour Natasha, Pierre & The Great Comet of 1812[16]
- 2016 : IRNE Awards (en) pour Natasha, Pierre & The Great Comet of 1812 [17]
- 2017 : Tony Award de la meilleure actrice dans une comédie musicale pour Natasha, Pierre & The Great Comet of 1812[18]
- 2017 : Drama League Awards pour Natasha, Pierre & The Great Comet of 1812[19],[20]
- 2023 : Screen Actors Guild Award de la meilleure distribution pour une série télévisée dramatique pour The Gilded Age[10]